# Малое Адово (озеро)
Малое Адово — озеро в России. Находится в Гайнском районе Коми-Пермяцкого округа Пермского края. Расположено в пойме реки Порыш, на левом берегу. Рядом находится большое озеро Адово.
Относится к Камскому бассейновому округу. Код водного объекта 10010100111111100000208.
Площадь 0,12 км². Имеет статус памятника природы.
Озеро описано в повести В. Я. Баталова «Нехоженой тропой».